# Station Binjamiena
Station Binjamiena (Hebreeuws: תחנת הרכבת בנימינה Taḥanat HaRakevet Binjamiena) is een treinstation in de Israëlische plaats Binjamiena. Het station dient de plaatsen Binjamiena, Zikhron Ya'akov en Or Akiva. Daarnaast is het ook het eindstation van het traject Binjamiena-Asjkelon.
Het station ligt aan de straat HaMesila, naast de weg Zikhron Ya'akov. Het station werd officieel geopend op 11 juli 1921.
| Eindbestemming | Vorig station | Lijn                  | Volgend station       | Eindbestemming      |
| -------------- | ------------- | --------------------- | --------------------- | ------------------- |
| Naharia        | Atlit         | Naharia - Beër Sjeva  | Tel Aviv University   | Beër Sjeva-Centraal |
| Naharia        | Atlit         | Nahariya - Modi'in    | Tel Aviv University   | Modi'in Centraal    |
| eindpunt       | eindpunt      | Binjamiena - Asjkelon | Caesarea-Pardes Hanna | Asjkelon            |